# Gare de Romanèche-Thorins
Gare de Romanèche-Thorins vasútállomás Franciaországban, Romanèche-Thorins településen.

## Vasútvonalak
Az állomást az alábbi vasútvonalak érintik:
- Párizs–Marseille-vasútvonal

## Kapcsolódó állomások
A vasútállomáshoz az alábbi állomások vannak a legközelebb:
- Gare de Pontanevaux
- Gare de Belleville-sur-Saône